# Mary Corwyn
Mary Corwyn, pseudonimo di Maria Breninki (Varsavia, 1895 – ...), è stata un'attrice polacca del cinema muto italiano.

## Biografia
Rimasta vedova molto giovane, giunse in Italia per mezzo di un bastimento inglese. Notata a Napoli nell'ambiente letterario, venne scritturata dalla casa di produzione cinematografica Polifilms. Nella casa napoletana fu «prima attrice» e tra i suoi film più noti vi fu Le nove stelle del 1917, dove gran parte del suo successo fu dovuto ai suoi occhi azzurri e fotogenici.
Il giornalista Edoardo Scarfoglio la portò da Lucio D'Ambra che la scritturò alla Do.Re.Mi., dove iniziò con Napoleoncina del 1918.
Nel 1919 la Corwyn passò alla Lombardo Film e alla Cines, lasciando poi l'Italia e forse pure il cinema.

## Filmografia parziale
- Freccia d'oro, regia di Giulio Antamoro (1916)
- I novanta giorni, regia di Giulio Antamoro (1916)
- Il lupo, regia di Giulio Antamoro (1917)
- Le nove stelle, regia di Giulio Antamoro (1917)
- Ursus, regia di Giulio Antamoro (1917)
- Ballerine, regia di Lucio D'Ambra (1918)
- Le valse bleue, regia di Lucio D'Ambra (1918)
- Napoleoncina, regia di Lucio D'Ambra (1918)
- La commedia dal mio palco, regia di Lucio D'Ambra (1918)
- Vautrin, regia di Alexandre Devarennes (1919)
- Il demone del fuoco, regia di Enrique Santos (1920)